# Веселин Мезеклиев
Веселин Димитров Мезеклиев е български актьор.

## Биография
Роден е в град Бургас на 14 октомври 1958 г. През 1982 г. ВИТИЗ „Кръстьо Сарафов“ със специалност актьорско майсторство в класа на професор Надежда Сейкова.
След това започва да играе в Драматичния театър в Пловдив. Първата му роля е Пашката в „Четвърта-пета степен по скалата на Рихтер“ от Кольо Георгиев. Мезеклиев играе в театъра до 1985 г., когато се премества в театър „Сълза и смях“. Озвучавал е във филмите, издавани в България от Мулти Видео Център.
Преподава актьорско майсторство от 1992 в Театралния департамент при Нов български университет. През 2007 г. става асистент на професор Красимир Спасов в НАТФИЗ.
Женен е за актрисата Даниела Йорданова, с която имат две деца.

## Филмография
- "Гунди – Легенда за любовта" (2024) - артист
- „Откраднат живот“ (сериал) (2016) – Отровеният
- „Викингът“ (телевизионен филм) (2015) – Грейлок
- „Потъването на Созопол“ (2014) – Бащата
- „Спасителят“ (2013) - слуга
- „Стъклен дом“ (сериал) (2011) – Виктор Сарафов, кмет на София
- „Братът на охлюва“ (2009) – шефът
- „Военен кореспондент“ (2008) – Стоил
- Людмил и Руслана (2008), 6 серии
- „Дзифт“ (2008) – Пазач
- Dragon Dynasty (телевизионен филм) (2006) – Генерал #1
- Патриархат (7-сер. тв, 2005)
- „Експерти“ (2001) -
- „Хайка за вълци“ (2000) (6 серии) – нотариус